# Lingue indo-pacifiche
La macrofamiglia di lingue indo-pacífiche è un'ipotetica, e molto controversa, superfamiglia di lingue che raggruppa alcune famiglie linguistiche parlate principalmente in Papua-Nuova Guinea, Tasmania e su alcuni gruppi di isole dell'oceano Indiano, proposta come unità filogenética nel 1971 dal linguista Joseph Greenberg. Buona parte della comunità scientifica non ha accettato l'ipotesi (ad esempio, Ethnologue non riconosce l'esistenza della superfamiglia).

## Classificazione
Secondo Greenberg, la superfamiglia di lingue indo-pacifiche sarebbe formata da quattordici famiglie. Suggerisce anche un tentativo di sub-classificazione in sette gruppi:
- Tasmaniano
  - Lingua tasmaniana
- Andamanese
  - Lingue andamanesi
- Nuclear Nuova Guinea
  - Lingue della Nuova Guinea Centrale
  - Lingue Kapauku–Baliem
  - Altopiani
  - Huon
  - Lingue della Nuova Guinea settentrionale
  - Lingue della Nuova Guinea meridionale
  - Lingue della Nuova Guinea sudoccidentale
- Papua occidentale
  - Lingue della Nuova Guinea occidentale
  - Lingue Halmahera settentrionale
  - Lingue Timor–Alor
- Nuova Guinea orientale
  - Lingue della Nuova Guinea orientale
- Nuova Guinea nordorientale
  - Lingue della Nuova Guinea nordorientale
- Pacifico
  - Lingue delle isole Bougainville (vedi Lingue di Papua orientali)
  - Lingue della Nuova Bretagna (vedi Lingue di Papua orientali)
  - Lingue melanesiane centrali (vedi Lingue di Papua orientali)
    - Lingue delle isole Salomone Centrali
    - Lingue di Santa Cruz (vedi Provincia di Temotu)

La superfamiglia non è mai stata accettata dalla totalità della comunità scientifica, parecchi hanno tentato di proporre varianti (ad esempio: Merritt Ruhlen A Guide to the World's Languages, o Stephen Wurm) ma neppure queste hanno ottenuto l'unanimità dei consensi da parte degli studiosi, soprattutto perché viene rimproverato ai proponenti di non aver utilizzato in modo completo e rigoroso il metodo comparativo, l'unico universalmente accettato per provare le relazioni genetiche di un gruppo linguistico.

## Crítiche all'ipotesi

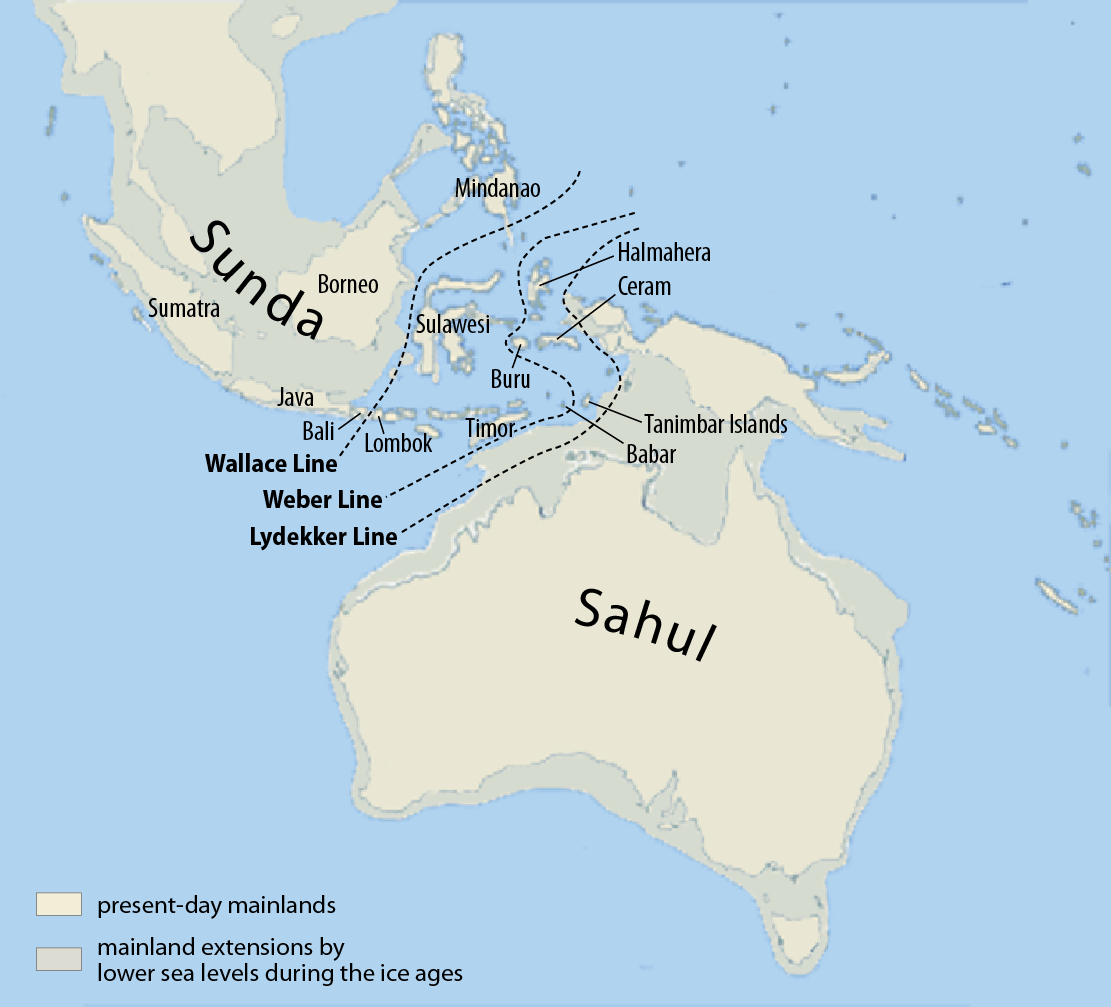
La massa continentale del Sahul prima che l'innalzamento degli oceani separasse Australia, Nuova Guinea e Tasmania dopo l'ultima glaciazione.

Oltre a non essere accettata dalla maggior parte dei linguisti, anche dal punto di vista archeologico l'ipotesi indo-pacifica non pare avere solide basi. È noto che i primi colonizzatori della Nuova Guinea sarebbero arrivati circa 40.000 anni prima dell'era cristiana, a quel tempo la Nuova Guinea, l'Australia e la Tasmania formavano un'unica massa di terra unita. Tra il 14.000 ed il 7.000 a.C. il livello del mare aumentò separando sia la Tasmania che la Nuova Guinea dall'Australia. Se esistesse una relazione rintracciabile tra i linguaggi della Nuova Guinea e Tasmania dovrebbe anche includere le popolazioni intermedie in Australia, perché il linguaggio delle tre masse di terra dovrebbe risalire a quello dei primi colonizzatori. Cioè, se esiste un antenato comune per le lingue di Papua e della Tasmania, dovrebbe anche essere l'antenato delle lingue australiane. Tuttavia, per il gran periodo di tempo trascorso da quando sarebbe esistito un proto-neoguineano-australiano-tasmaniano non sarebbe ricostruibile con le tecniche della linguistica storica e la maggior parte dei linguisti non accettano quindi che si possa provare la parentela forte.
Per quanto riguarda le popolazioni delle Isole Andamane, potrebbero essere geneticamente più vicine alle genti che colonizzarono la Nuova Guinea e l'Australia rispetto ad altri popoli asiatici, ma anche qui, il periodo di tempo intercorso non permette di riconoscere se sono esistiti legami tra le lingue.
Ma, senza dubbio, il punto più criticato dell'ipotesi indo-pacifica è l'inserimento, nella superfamiglia, di una lingua parlata sull'Himalaya, la lingua kusunda, che sembra veramente difficile mettere in relazione con i colonizzatori della Nuova Guinea.